# NGC 2919
NGC 2919 je galaksija u zviježđu Lavu.

## Vanjske poveznice
- SEDS: NGC 2919